# Bristol Siddeley
Bristol Siddeley Engines Limited was een Britse vliegtuigmotorenbouwer die in 1959 werd gevormd door de fusie van Bristol Aeroplane Company en Armstrong Siddeley. In 1961 nam het bedrijf sectorgenoten de Havilland Aircraft Company en Blackburn Aircraft Limited over. In 1966 werd Bristol Siddeley zelf overgenomen door Rolls-Royce Limited, het huidige Rolls-Royce plc.

## Producten

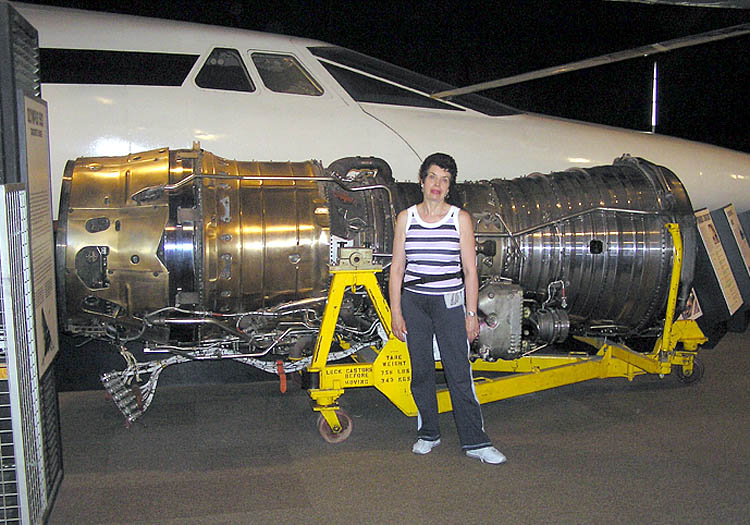
Olympus 593 gebruikt voor de Concorde in het Bristol Industrial Museum te Bristol.

- Gyron Junior; Turbojet verkregen via de Havilland.
- Gnome; Licentiegebouwde General Electric T58 turboshaft; Verkregen via de Havilland.
- Olympus; Turbojet waarvan de motor van de Concorde was afgeleid.
- Orpheus; Turbojet voor het lichtere Folland Gnat gevechtsvliegtuig.
- Pegasus; Turbofan voor het Hawker Siddeley Harrier STOVL gevechtsvliegtuig.
- Proteus; Turboprop voor het Bristol Britannia lijnvliegtuig.
- Viper; Turbojet voor het BAe 125 privé-vliegtuig; Verkregen via Armstrong-Siddeley.

Het bedrijf werkte ook aan de ontwikkeling van de BS100 turbofan voor het supersonische VSTOL Hawker Siddeley P.1154
gevechtsvliegtuig, maar dat project werd geannuleerd in 1965.